# Liste der Nummer-eins-Hits in Polen (2000)
| Alben |
| --- |
| - Golec uOrkiestra – Golec uOrkiestra 2 - 3 Wochen (13. November – 3. Dezember, insgesamt 6 Wochen; → 2001) - Sade – Lovers Rock - 2 Wochen (4. Dezember – 17. Dezember) - Enya – A Day Without Rain - 3 Wochen (18. Dezember 2000 – 7. Januar 2001) |

Die Angaben basieren auf den offiziellen Albumcharts der ZPAV.